# Петров, Вячеслав Вячеславович
Вячеслав Вячеславович Петров (1912—2003) — советский учёный, специалист в области технической кибернетики; доктор технических наук (1959), профессор (1960), член-корреспондент Академии наук СССР (1972).

## Биография
Родился 9 (22) сентября 1912 года в селе Ильинское Лукояновского уезда Нижегородской губернии в семье инженера-механика горного транспорта.
В 1935 году окончил Московский энергетический институт и работал на авиационных заводах Москвы и на судостроительном заводе им. А. А. Жданова в Ленинграде.
В 1942—1944 годах Петров работал в Министерстве авиационной промышленности — инженером, старшим инженером, ведущим инженером.
В 1943 году поступил в аспирантуру Института автоматики и телемеханики Академии наук (ныне — Институт проблем управления имени В. А. Трапезникова РАН), здесь же и работал: в 1947—1957 годах — старший научный сотрудник, в 1957—1960 годах — начальник отдела ЦНИИ комплексной автоматизации.
С 1960 года — профессор МВТУ и МАИ, в 1960—1888 годах — заведующий кафедры авиационных приборов и измерительно-вычислительных комплексов МАИ; с 1989 года — советник при ректорате МАИ.
Жил в Москве на улице Воронцовской, 7 (в 1912—1934 годах и в 1-м Неопалимовском переулке, 11/22 (в 1934—2003 годах).
Умер в Москве 13 января 2003 года.
Похоронен на Даниловском кладбище (уч. 33).

## Награды
- Награждён двумя орденами Трудового Красного Знамени и многими медалями, в том числе медалью Федерации космонавтики СССР «25 лет полёта человека в космос».[2]
- Лауреат премии имени 25-летия МАИ (1970).[3]
- Лауреат премии имени А. А. Андронова (1971)— за цикл работ по теории управления и принципам построения нелинейных систем и сервомеханизмов
- Лауреат премии имени А. А. Маркова (совместно с В. М. Золотарёвым и В. А. Статулявичусом, за 1971 год) — за цикл работ по предельным теоремам для независимых величин для цепей Маркова
- Лауреат Государственной премии СССР (в соавторстве, за 1972 год) — за серию инженерных монографий «Техническая кибернетика. Теория автоматического регулирования» в 4-х книгах (1967—1969)
- Удостоен почётных дипломов АН СССР, АН Чехословакии, президента IFAC.